# Valborg Svensson
Karin Valborg Svensson, född Granberg den 18 maj 1904 i Katarina församling i Stockholm, död den 3 oktober 1967 i Bjursås, var en svensk skådespelare. Hon var gift med Skräddar Albin Eriksson från 1933 fram till sin död.

## Filmografi (urval)
- 1925 – Ingmarsarvet
- 1930 – Ulla, min Ulla
- 1931 – Markurells i Wadköping
- 1932 – Landskamp
- 1932 – Värmlänningarna
- 1933 – Giftasvuxna döttrar
- 1933 – Pettersson & Bendel
- 1934 – Sången om den eldröda blomman
- 1935 – Valborgsmässoafton
- 1936 – Min svärmor - dansösen
- 1936 – 33.333
- 1936 – Äventyret
- 1937 – En flicka kommer till sta'n
- 1938 – Sol över Sverige
- 1938 – Blixt och dunder
- 1938 – Karriär
- 1938 – Bara en trumpetare
- 1938 – Storm över skären
- 1938 – Vingar kring fyren
- 1939 – Panik
- 1940 – Blyge Anton
- 1940 – Den blomstertid
- 1945 – Den allvarsamma leken

## Teater

### Roller (ej komplett)
| År   | Roll                    | Produktion                                                               | Regi               | Teater                                  |
| ---- | ----------------------- | ------------------------------------------------------------------------ | ------------------ | --------------------------------------- |
| 1923 | Maja, piga hos Löfqvist | Jazzflugan Sven Rune                                                     | Hjalmar Peters     | Folkteatern                             |
| 1924 | Mariette                | En gång om året Arthur Rebner                                            | Carl Barcklind     | Folkteatern                             |
| 1924 | Marie Trumpetenskjold   | Högsta vinsten Hjalmar Peters                                            | Hjalmar Peters     | Folkteatern                             |
| 1929 | Molly                   | Tolvskillingsoperan (Die Dreigroschenoper) Bertolt Brecht och Kurt Weill | Ernst Eklund       | Komediteatern                           |
| 1931 | Köksan                  | Dunungen Selma Lagerlöf                                                  | Gustaf Linden      | Skansenteatern                          |
| 1933 | Madame Friquet          | De tre musketörerna Rudolf Schantzer, Ernst Welisch och Ralph Benatzky   | Nils Johannisson   | Oscarsteatern                           |
| 1935 | Lina                    | Härmed hava vi nöjet, revy Kar de Mumma, Karl-Ewert och Alf Henrikson    | Harry Roeck-Hansen | Blancheteatern                          |
| 1936 |                         | Bättre mans barn Gertrude Friedberg                                      | Harry Roeck-Hansen | Blancheteatern flyttad till Vasateatern |
| 1936 | Henriette               | Bichon Jean de Létraz                                                    | Sandro Malmquist   | Nya Teatern                             |
| 1938 |                         | Tolvskillingsoperan (Die Dreigroschenoper) Bertolt Brecht och Kurt Weill | Ernst Eklund       | Oscarsteatern                           |
| 1940 | Grace                   | Tony ritar en häst Lesley Storm                                          | Harry Roeck-Hansen | Blancheteatern                          |